# Motorola Milestone
De Motorola Milestone is een multimediasmartphone van Motorola. De telefoon heeft wifi, een 5 megapixel-camera, 3,5mm-koptelefoonaansluiting en een 3,7 inch-, 854 × 480 pixels-touchscreen-beeldscherm. Het is een van de weinige Android-telefoons met een fysiek toetsenbord.
Bij de introductie draaide de Motorola Milestone nog op Android 2.1, maar begin 2011 kwam een update uit naar versie 2.2. Dit heeft volgens critici veel te lang geduurd, omdat in 2009 al geadverteerd werd met een Milestone met Flash, maar Flash zit aan versie 2.2 vast.